# حامد تاری‌وردی
حامد تاری ویردی وقاصلو معروف به حامد تاری‌وردی (زادهٔ ۱۴ آبان ۱۳۷۱ در ارومیه)  بازیکن والیبال اهل ایران است. او بازیکن پیشین تیم ملی والیبال ایران است. تاری وردی سابقه کسب عنوان قهرمانی به همراه تیم ملی والیبال ایران را در مسابقات قهرمانی آسیا و جهان در کارنامه خود دارد.
تاری وردی از سال ۱۳۸۵ والیبال خود را آغاز کرد و از سال ۱۳۸۶ وارد تیم ملی نوجوانان شد و به سرعت توانست خود را به تیم‌های ملی جوانان و بزرگسالان برساند. وی در کارنامه خود، تجربه کسب ۳ مدال برنز لیگ برتر والیبال ایران را دارد و همچنین توانسته عنوان برترین قدرتی زن لیگ را در سال ۱۳۸۹ دریافت کند.
وی خانواده کاملاً‌ والیبالی دارد و همسر او، شبنم علیخانی عضو سابق تیم ملی والیبال زنان ایران است.

## افتخارات

### ملی
- مدال طلای مسابقات والیبال نوجوانان آسیا (سریلانکا ۲۰۰۸)
- مدال نقره مسابقات والیبال قهرمانی نوجوانان جهان (ایتالیا ۲۰۰۹)
- مدال نقره مسابقات والیبال قهرمانی جوانان آسیا ۲۰۱۰ (تایلند ۲۰۱۰)
- مقام چهارم مسابقات والیبال قهرمانی جوانان جهان ۲۰۱۱ (برزیل ۲۰۱۱)
- مدال طلای مسابقات والیبال جام ریاست جمهوری قزاقستان (آلماتی ۲۰۱۳)
- مدال طلای مسابقات والیبال قهرمانی ارتش‌های جهان (ایران ۲۰۱۴)

### فردی
- بهترین قدرتی‌زن لیگ برتر والیبال ایران ۱۳۸۹